# Чемпионат Регбийного союза
Чемпионат Регбийного союза (англ. Rugby Football Union Championship), также «Чемпионшип» — второй по силе участников дивизион чемпионата Англии по регби-15. Турнир, ранее известный под названием Национальный дивизион 1 (англ. National Division One), проводится с 1987 года. Если до 2009 года состязание позиционировалось как полупрофессиональное, то затем чемпионат перешёл на полностью профессиональную основу.
По итогам каждого сезона лучший клуб выходит в высший английский дивизион, а слабейшая команда понижается в классе и становится участником Национальной лиги 1, третьего по силе дивизиона.

## История
10 ноября 2008 года руководство английского Регбийного союза выступило с предложением сделать второй дивизион полностью профессиональным. Председатель лиги и представитель стороны клубов Джефф Ирвайн раскритиковал инициативу, назвав её «финансовым самоубийством». Тем не менее, впоследствии шесть клубов лиги поддержали проект. Новый формат подразумевал выбывание за один сезон сразу пяти команд в низшую лигу, при том, что в обратном направлении должна была пройти всего одна команда. Также состав участников должен был пополнить худший клуб Премьер-лиги. 15 ноября совет Регбийного союза подавляющим большинством проголосовал за введение новой системы, которая должна была быть внедрена в сентябре 2009 года. Проект предполагал ежегодные выплаты в размере £2,3 млн. со стороны союза, в дальнейшем объём поддержки должен был возрасти благодаря доходам от телетрансляций. С сезона 2009/10 клуб—победитель лиги становился участником высшего дивизиона не напрямую, но только в случае победы в играх плей-офф, в которых участвовали восемь первых клубов турнирной таблицы. Если же победитель плей-офф не сможет соответствовать критериям клуба Премьер-лиги, то обмен командами в данном сезоне проводиться не будет. Возможен случай, при котором и другой участник финала не будет обладать достаточными ресурсами. В таком случае само проведение финального игры стало бы бессмысленным. Представители союза заявили, что никакой другой участник плей-офф в этих условиях не сможет претендовать на место в высшей лиге, даже если этот клуб является победителем регулярного сезона. Формат стал объектом критики СМИ, игроков и болельщиков.

### Сезон 2009/10
Определение победителя постсезонного мини-турнира происходило по следующей схеме:
- Первая, четвёртая, пятая и восьмая команды регулярного сезона попали в группу «А», в то время как вторая, третья, шестая и седьмая были собраны в группу «Б». Каждая команда играла со всеми другими участниками своей группы дома и в гостях. Две лучшие команды каждой группы выходили в полуфинал.
- Победитель полуфинальной пары клубов определялся в единственном матче.
- Финал проходил в два раунда, оба участника играли дома и в гостях.

Правило, отменявшее выход в высшую лигу, в рассматриваемом сезоне не было применено. Перед второй игрой финальной стадии представители союза сообщили, что оба участника — «Бристоль» и «Эксетер» — соответствуют требованиям Премьер-лиги. В результате победителем стал «Эксетер».
Четыре слабейшие команды регулярного сезона также провели серию матчей плей-офф за право остаться в числе участников лиги.

### Сезон 2010/11
Предыдущий сезон утвердил участников регбийного сообщества в их негативном отношении к новой системе. Недовольство вызывали как формат соревнований среди лучших команд, так и правила определения выбывающих клубов. Одним из аргументов оппозиции был тот факт, что коллективы начинают плей-офф в совершенно равных условиях, не определяемых их предыдущими выступлениями. Представители клуба «Мозли» особенно критиковали этот аспект регламента. Команда испытывала проблемы на старте сезона и в итоге стала участником игр среди худших клубов. Однако команда выиграла в течение регулярного сезона десять раз, в то время как другой коллектив — «Бирмингем» — не одержал ни одной победы. Кроме того, сами игры регулярного сезона утрачивали соревновательный дух, поскольку сильные клубы с лёгкостью финишировали в восьмёрке.
Спортивные чиновники осуществили несколько изменений в правилах:
- Для лучших клубов:
  - первая и вторая команды регулярного чемпионата начинают игры плей-офф с 3 очками;
  - третья и четвёртая команды начинают игры плей-офф с 2 очками;
  - пятая и шестая команды начинают игры плей-офф с 1 очком;
  - седьмая и восьмая команды не получают очков перед стартом игр плей-офф;
  - полуфинальная стадия стала проводиться в два матча.
- Для худших клубов:
  - перед стартом игр плей-офф клубы получали по 1 очку за каждую победу, одержанную в регулярном сезоне.

### Сезон 2012/13
Выручка лучших клубов регулярного сезона возрастала, поскольку даже по окончании основной стадии команды могли провести по меньшей мере два домашних матча. Однако в отношении формата продолжили поступать негативные отзывы. В частности, протестовали сильные команды: для получения права сыграть в высшей лиге им было необходимо провести 10 дополнительных матчей. Болельщики, игроки и руководство «Бристоля» были разочарованы самой идеей плей-офф: команда дважды становилась победителем регулярного сезона (2010, 2012), но затем команда оба раза уступала в играх на вылет.
В результате система «групп» в рамках стадии плей-офф была упразднена. Начиная с сезона 2012/13 в плей-офф участвуют четыре лучших команды регулярного первенства. Итоговый турнир включает полуфинальную и финальные стадии, обе из которых проходят в два раунда. Во многом схожий формат применяется в Премьер-лиге, единственное различие заключается в том, что в высшей лиге победители матчей плей-офф определяются в течение одного раунда. Плей-офф за право продолжить выступления в лиге были отменены — теперь последняя команда турнирной таблицы немедленно покидает дивизион (здесь также наблюдается сходство с регламентом высшей лиги).

## Победители
| - 1988: «Росслин Парк» - 1989: «Сарацины» - 1990: «Нортгемптон» - 1991: «Регби Лайонз» - 1992: «Лондон Скоттиш» - 1993: «Ньюкасл Госфорт» - 1994: «Сейл» - 1995: «Сарацины» - 1996: «Нортгемптон» - 1997: «Ричмонд» - 1998: «Бедфорд» | - 1999: «Бристоль» - 2000: «Ротерем» - 2001: «Лидс Тайкс» - 2002: «Ротерем» - 2003: «Ротерем» - 2004: «Вустер» - 2005: «Бристоль» - 2006: «Харлекуинс» - 2007: «Лидс Тайкс» - 2008: «Нортгемптон Сэйнтс» - 2009: «Лидс Тайкс» - 2010: «Эксетер Чифс» | - 2011: «Вустер Уорриорз» - 2012: «Лондон Уэлш» - 2013: «Ньюкасл Фэлконс» - 2014: «Лондон Уэлш» - 2015: «Вустер Уорриорз» - 2016: «Бристоль» - 2017: «Лондон Айриш» - 2018: «Бристоль» - 2019: «Лондон Айриш» - 2020: «Ньюкасл Фэлконс» - 2021: «Сарацины» - 2022: «Илинг Трэйлфайндерс» |

### Общие результаты
| Клуб                    | Чемпион | Сезоны                 | Второе место | Сезоны           | Побед в регулярном чемпионате | Выходов в Премьер-лигу |
| ----------------------- | ------- | ---------------------- | ------------ | ---------------- | ----------------------------- | ---------------------- |
| «Бристоль»              | 4       | 1999, 2005, 2016, 2018 | 1            | 2010             | 4                             | 2                      |
| «Ротерем Тайтнз»        | 3       | 2000, 2002, 2003       | 2            | 1999, 2007       | 3                             | 2                      |
| «Лидс Карнеги»          | 3       | 2001, 2007, 2009       | 1            | 2000             | 3                             | 3                      |
| «Нортгемптон»           | 3       | 1990, 1996, 2008       |              |                  | 3                             | 3                      |
| «Сарацины»              | 3       | 1989, 1995, 2021       |              |                  | 2                             | 2                      |
| «Ньюкасл Фэлконс»       | 3       | 1993, 2013, 2020       | 1            | 1997             | 2                             | 3                      |
| «Вустер Уорриорз»       | 3       | 2004, 2011, 2015       | 3            | 2001, 2002, 2003 | 2                             | 2                      |
| «Лондон Айриш»          | 2       | 2017, 2019             | 2            | 1991, 1996       |                               | 2                      |
| «Лондон Уэлш»           | 2       | 2012, 2014             |              |                  |                               | 1                      |
| «Эксетер Чифс»          | 1       | 2010                   | 3            | 2005, 2008, 2009 | 0                             | 1                      |
| «Бедфорд Блюз»          | 1       | 1998                   | 3            | 1989, 2006, 2013 | 1                             | 2                      |
| «Росслин Парк»          | 1       | 1988                   |              |                  | 1                             | 1                      |
| «Регби Лайонз»          | 1       | 1991                   |              |                  | 1                             | 1                      |
| «Лондон Скоттиш»        | 1       | 1992                   |              |                  | 1                             | 2                      |
| «Сейл Шаркс»            | 1       | 1994                   |              |                  | 1                             | 1                      |
| «Ричмонд»               | 1       | 1997                   |              |                  | 1                             | 1                      |
| «Харлекуинс»            | 1       | 2006                   |              |                  | 1                             | 1                      |
| «Уэст Хартлпул»         |         |                        | 3            | 1992, 1994, 1998 |                               | 3                      |
| «Ливерпуль Сент-Хеленс» |         |                        | 2            | 1988, 1990       |                               | 2                      |
| «Корниш Пайретс»        |         |                        | 2            | 2011, 2012       |                               |                        |
| «Ватерлоо»              |         |                        | 1            | 1993             |                               |                        |
| «Уэйкфилд»              |         |                        | 1            | 1994             |                               | 1                      |
| «Оррелл»                |         |                        | 1            | 2004             |                               |                        |